# Jean Ier d'Angennes
Pour les articles homonymes, voir Jean Ier.
Jean Ier d’Angennes (m. 1424), chevalier, seigneur de Rambouillet et de La Loupe, panetier du roi (mai 1402), chambellan du roi (1410).

## Biographie
Jean Ier d’Angennes, fils aîné de Regnault d'Angennes, est issu de la riche et noble maison de la famille d'Angennes. 
Ce chevalier, était seigneur de La Loupe ainsi que seigneur en son domaine du château de Rambouillet. Le château eut à souffrir de la guerre de Cent Ans. 
En 1405, il est mentionné comme chambellan du roi Charles VI. Il devint capitaine de la garde du château du Louvre. En cette même année, il fut aussi nommé gouverneur du Dauphiné (1414-1415) et chambellan du duc de Guyenne.
Par son mariage avec Jeanne de Courtremblay, dame de la châtellenie du Ponçay, il devint seigneur du Ponçay. Le couple eut un fils : Jean II d’Angennes.
Plusieurs historiens à la suite d'Enguerrand du Monstrelet  et du Père Amselme qui l'a recopié en ont fait le capitaine de Cherbourg lors de sa reddition face aux anglais en 1418 et l'on dit décapité, la même année, par le roi d'Angleterre. Dans l'acte de reddition de Cherbourg, c'est Jehan Piquet, "escuier", qui est capitaine du château et de la ville . Nulle mention de Jean d'Angennes. Par contre il est capitaine du château de Touques qui capitulera en août 1417 face à l'armée anglaise qui l'assiégeait. Jean Ier décédera en 1424 . Toutes ces erreurs (Cherbourg, la décapitation) et d'autres trouvent leur source dans les Chroniques d'Enguerrand de Monstrelet  "suivi trop aveuglément par beaucoup d'auteurs, il a contribué à fausser l'histoire de son temps." 
Ses armes sont de sable au sautoir d'argent.